# Asiagomphus auricolor
Asiagomphus auricolor là loài chuồn chuồn trong họ Gomphidae. Loài này được Fraser mô tả khoa học đầu tiên năm 1926.